# Suada Jashari
Suada Jashari (ur. 9 października 1988 w Prisztinie) – kosowska i albańska piłkarka, w latach 2013-2020 reprezentantka Albanii, od 2021 roku trenerka klubu KFF Mitrovica.